# Новодвінська фортеця
Новодві́нська форте́ця (рос. Новодви́нская кре́пость) — фортеця в гирлі Північна Двіни, на острові Лінському, поблизу Архангельська. Побудована в 1701 році під особистим контролем Петра I для захисту Архангельського фарватера і оборони від шведів у Північній війні. Вважалася однією з найкращих фортець в Росії. Скасована в 1856 році. Зараз від фортеці залишилися одні руїни, будиночок Петра був перевезений до Архангельська, вціліло декілька будинків. Фортеця мала 4 бастіони і 1 равелін, була оточені водяним ровом, усередині була побудована дерев'яна фортеця в ім'я апостолів Петра і Павла.